# Wojciech Wójcik (pisarz)
Wojciech Wójcik (ur. 1981 w Warszawie) – polski pisarz, autor powieści kryminalnych.

## Życiorys
Absolwent Wydziału Dziennikarstwa i Nauk Politycznych Uniwersytetu Warszawskiego. Zajmował się dziennikarstwem sportowym, później podjął pracę w administracji rządowej. Zadebiutował jako pisarz w 2016.

## Publikacje książkowe[2]
- 2016: Nikomu nie ufaj
- 2016: Garść popiołu
- 2017: Jezioro pełne łez
- 2018: Młoda krew
- 2019: Miałeś tam nie wracać
- 2020: Himalaistka
- 2020: Dziedzictwo von Schindlerów
- 2021: Kurs na śmierć, cykl Paweł Łukasik i Agnieszka Jamróz (tom 1)
- 2021: Krwawe łzy, cykl Paweł Łukasik i Agnieszka Jamróz (tom 2)
- 2022: Trzecia szansa, cykl Karolina Nowak i Krzysztof Rozmus (tom 1)
- 2022: Martwa woda, cykl Karolina Nowak i Krzysztof Rozmus (tom 2)
- 2023: Odmęty śmierci
- 2023: Bilet dla zabójcy
- 2024: Jęk zamykanych bram